# گاز و هوا
گاز و هوا (انگلیسی: Gas and Air) یک فیلم کمدی صامت آمریکایی است که در سال ۱۹۲۳ منتشر شد.

## بازیگران
- استن لورل
- ادی بیکر
- نوآ یانگ
- کاترین گرانت
- روی بروکس
- چارلز استیونسون